# Araras (Petrópolis)
Araras é um bairro do 2º distrito do município de Petrópolis, estado do Rio de Janeiro, Brasil.
O bairro de Araras é conhecido pela gastronomia, por ter cachoeiras e outras atrações ecológicas.

## Características
Recoberta por extensas áreas de Mata Atlântica e formadora de inúmeros riachos, a Serra dos Órgãos é a cadeia montanhosa na qual Petrópolis está encravado. É onde se encontra Araras, um vale profundo, de cerca de 53 km², entre paredes de montanhas que atingem os 1.900 metros, ao longo do qual se estende um riacho.
O melhor acesso ao vale de Araras é pela BR-040, rodovia que interliga o Rio de Janeiro a Juiz de Fora e, dali, a Belo Horizonte e Brasília. A saída 65, no km 65, nos dois sentidos, é o lugar certo para deixar a BR-040 e entrar em uma bela estrada de montanha, a RJ-117, localmente chamada de Estrada Bernardo Coutinho, que vai dali até o centro do município de Pati do Alferes, depois de percorrer cerca de 44 quilômetros.
Na prática, e segundo os critérios do Ministério do Meio Ambiente e Recursos Renováveis e Secretaria Estadual do Meio Ambiente, desde 1995 Araras vem sendo considerado um distrito ecológico, pois é uma microrregião que requer cuidados especiais, pela sua biodiversidade e beleza natural, situando-se entre a Reserva Biológica de Araras e a Zona de Vida Silvestre da Maria Comprida.

## Vegetação
A vegetação original do vale é constituída tipicamente das principais formas de Mata Atlântica: de encosta e de altitude. As matas de encosta cobrem o fundo do vale e a parte mais baixa de suas encostas, até altitudes entre 800 e 1000 metros. Os campos de altitude começam a partir daí e vão envolvendo os afloramentos rochosos das montanhas formadoras do vale.
Os campos de altitude, adaptados à quase ausência de solos nas escarpas íngremes de rochas nuas e nos pequenos platôs e cumeadas das montanhas, possui uma grande diversidade biológica, ainda pouco conhecida (mais de seis espécies descritas como novas nos últimos dez anos), e inúmeras espécies endêmicas.
Uma delas, popularmente conhecida como "rabo-de-galo" ou "imperatriz-do-Brasil", (worsleya rayneri) é uma amarilidácea com flores lilases e florada no mês de fevereiro, está incluída na Lista Oficial Brasileira de Espécies da Fauna e Flora Ameaçadas de Extinção, do IBAMA. Su primeira coleta foi realizada pelo botânico Binot, em 1863, na Serra da Maria Comprida.
Essa flora e a fauna, também é muito diversificada (lontras, lebres, serelepes (esquilos), micos, tamanduás, guaches, maritacas, saracuras, jacus, tatus, pacas, sabiás, beija-flores, bem-te-vi, canários da terra e saíras, entre tantos outros pássaros e animais da Mata Atlântica), fazem de Araras um lugar único, merecedor de total preservação ambiental. Tudo isto estimula a caminhadas e a trilhas pela mata atlântica. A sede da Reserva Biológica de Araras fica no distrito.

## Relevo

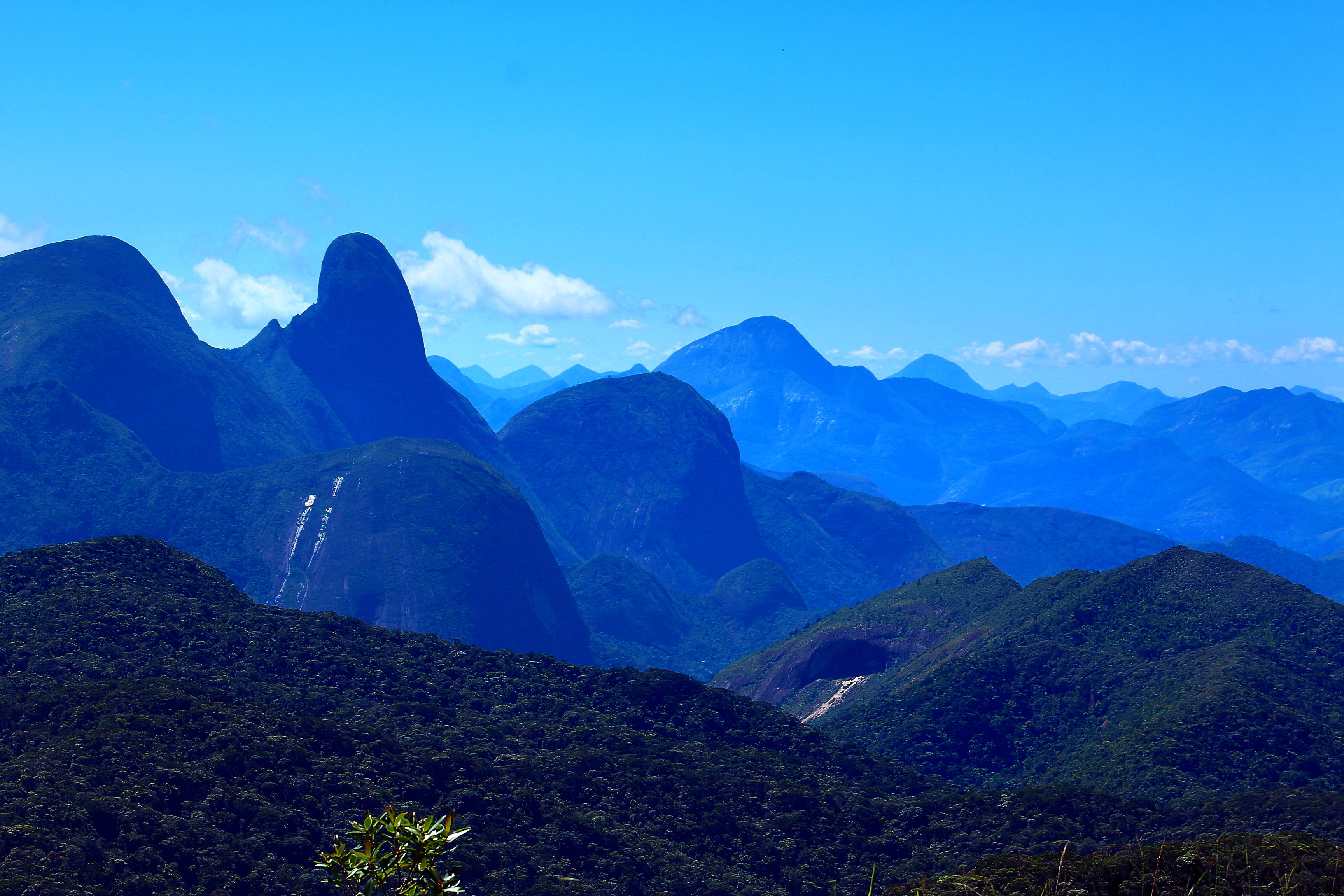
Serra de Araras, em destaque, com 1926 metros de altitude, o pico da Maria Comprida

O bairro possui relevo bastante montanhoso, com um vale encaixado, entre a Serra do Couto e a Serra da Maria Comprida, sendo atravessado pelo Rio Araras. O Pico da Maria Comprida, com 1926 metros, é o ponto culminante e domina a paisagem, sendo bastante utilizada por alpinistas. Araras se comunica com a localidade de Vale das Videiras através da Garganta da Ponte Funda, uma estreita passagem do relevo entre as duas serras da região.
Segundo informações controversas, em 1933, a Pedra Maria Comprida seria comprada pelo governo americano, do então presidente Franklin Delano Roosevelt , devido oficiais do exército, em pesquisas no Brasil, terem constatado preciosidades no interior da rocha. 
Após a extração do minério, no local iriam ser construídas réplicas das duas enormes rochas, contribuindo para a manutenção do relevo na Serra dos Órgãos. Entretanto o governo brasileiro de Getúlio Vargas na época declinou da proposta.

## Origem do nome
O nome tem origem na tribo indígena denominada "Araras", que habitava as regiões mais quentes (atualmente Pati do Alferes, Miguel Pereira e Vale do Paraíba) e subia a serra para caça e coleta de plantas e ervas. 
Nos tempos coloniais, a serra e o vale abrigaram quilombos de escravos possivelmente fugidos das fazendas próximas (Sant'Ana do Vale, Santa Tereza, Santa Rita, onde ainda se encontram correntes e aparelhos de castigo do tempo da escravatura) e serviram de passagem para os tropeiros que seguiam para as Minas Gerais.

## Dados estatísticos
No último censo realizado em 2000, a população fixa era de cerca de 8 mil habitantes, em 22 quilômetros de extensão, ao longo da estrada que vai desde o Vale da União até o Vale das Videiras. As localidades mais representativas são Vale da União, Comércio, Perobas, Maria Comprida, Mata Cavalo, Vista Alegre, Fazenda Araras (Denasa), Malta e Vale das Videiras.
Atualmente, o número de habitantes praticamente duplicou, seja em razão de novos moradores, em busca da qualidade de vida que Araras proporciona, seja pelo acréscimo dos moradores de fim de semana, chamados de veranistas. Além destes, acrescente-se os turistas de todo o Brasil, mas particularmente do Rio de Janeiro, que, tanto no verão como no inverno, ocupam as nossas charmosas pousadas em busca de um descanso junto ao clima ameno, a natureza, o conforto e a gastronomia de Araras.